# 山形県立小国高等学校
山形県立小国高等学校（やまがたけんりつ おぐにこうとうがっこう、英: Yamagata Prefectural Oguni High School）は、山形県西置賜郡小国町大字岩井沢にある県立の高等学校。連携型中高一貫校である。

## 概要
歴史
1948年（昭和23年）の学制改革により、町立の定時制高等学校として発足。1953年（昭和28年）に通常制（現・全日制）が設置され、1965年（昭和40年）に山形県への移管により、現校名となった。かつては林業科を有していたが、1974年（昭和49年）に廃止されている。2013年（平成25年）に創立65周年を迎えた。
設置課程・学科
全日制課程 普通科
校訓
「自律・忍耐・向上」
校章
小国の「小」を図案化したものを背景にして「高」の文字を置いている。1949年（昭和24年）に制定された。
校歌
作詞は芳賀秀次郎 、作曲は斎藤次郎による。3番まであり、各番に校名が登場する。
中高一貫校
- 小国町立小国中学校
- 小国町立白沼中学校
- 小国町立叶水中学校
- 小国町立北部中学校

## 沿革
- 1948年（昭和23年）
  - 4月 - 「山形県小国高等学校」（定時制）が設置される。設置者は小国町（町立）。 生徒定員300名。
  - 5月 - 小国町立小国小学校を仮校舎として開校。
- 1949年（昭和24年）11月1日 - 校章を制定。
- 1952年（昭和27年）9月 - 本校舎と西校舎が完成し、移転を完了。
- 1953年（昭和28年）4月 - 通常制普通課程（現・全日制課程普通科）を併設。
- 1954年（昭和29年）
  - 3月 - 定時制を廃止。
  - 9月 - 体育館が完成。
- 1958年（昭和33年）
  - 4月 - 通常制農業課程林業科を設置。
  - 10月 - 開校10周年を記念して校旗を樹立。
- 1959年（昭和34年）8月 - 林業科教室と特別教室が完成。
- 1960年（昭和35年）6月 - 農業科管理室が完成。
- 1961年（昭和36年）12月 - 寄宿舎「興学寮」が完成。
- 1962年（昭和37年）6月 - グラウンドが整備される。
- 1964年（昭和39年）4月 - 校舎の一部（約300坪）を焼失。
- 1965年（昭和40年）
  - 4月1日 - 山形県に移管され、「山形県立小国高等学校」（現校名）に改称。
  - 6月 - 新校舎（復旧校舎）が完成。
- 1966年（昭和41年）5月 - 演習林管理室が完成。
- 1970年（昭和45年）11月 - 武道館が完成。
- 1972年（昭和47年）4月 - 林業科の募集を停止。
- 1973年（昭和48年）3月 - 寄宿舎を新築。
- 1974年（昭和49年）3月31日 - 林業科を廃止。
- 1978年（昭和53年）
  - 10月 - 創立30周年を記念して第一校舎を改築。
  - 11月 - 駐輪場を設置。
- 1983年（昭和58年）
  - 3月 - 寄宿舎を閉寮。
  - 10月 - 興学会館を開設。
- 1988年（昭和63年）
  - 3月 - 理科・家庭科棟が完成。
  - 10月 - 創立40周年を記念して、特別教室と体育館が完成。
- 1989年（平成元年）12月 - テニスコート2面が整備される。
- 1998年（平成10年）10月 - 創立50周年を記念して学校標識塔と照明灯、グランド観覧席を設置。地元中学校との中高一貫教育（連携）協力校の委嘱を受ける。
- 2001年（平成13年）4月 - 文部科学省により「連携型小中高一貫教育」の研究開発校に指定される（3年間）。
- 2004年（平成16年）4月 - 「連携型小中校一貫教育」を継続（研究開発校に再指定される）。
- 2005年（平成17年）10月 - 第Ⅰ期米国短期留学派遣を開始。
- 2006年（平成18年）3月 - 山形大学工学部と研究活動に関する協定書を締結。
- 2010年（平成22年）3月 - 興学会館を解体。管理棟の耐震工事を完了。
- 2011年（平成23年）3月 - 教室棟の耐震工事を完了。

## 部活動
この部活動は過去にあったものであり、今は部活動は無い。
運動部
- 野球部
- 陸上競技部
- 女子バスケットボール部
- 女子バレーボール部
- 卓球部

文化部
- 吹奏楽部
- 情報処理研究部
- ライフクリエイト部

同好会  
- JRC
- 英会話クラブ
- サッカー愛好会

## 分校化問題
山形県教育委員会が示した公立高等学校再編整備計画では、「1学年2学級規模の学校において、入学者が定員の2/3未満となった年度が2回となった場合、その翌年度には1学級減らし、更にその2年後に分校化する。分校となった場合は、原則としてその後の入学者募集を停止する。」という方針があり、小国高校は2005年（平成17年）度以降で2回、入学者数が定員80人に対して2/3未満となったことから分校化対象高校へ指定されたが、2007年（平成19年）8月7日、県教委は、当面は入学者定員を現状規模の2学級80人とし本校として継続するとした。また、今後入学者数が40人程度となった年度が3年間続いた場合、その翌年度より1学級減らすとした。

## 出身人物
- 鈴木春祥（中越高等学校野球部前監督）
- 神幸勝紀（元大相撲力士）※中退。

## アクセス
- JR米坂線小国駅徒歩10分